# Ртищев, Даниил Максимович
Даниил Максимович Ртищев (погиб в 1700, Нарва) — русский военный и государственный деятель, стряпчий (1676), стольник (1678), и городовой воевода, старший сын дворянина московского и полкового воеводы Максима Григорьевича Ртищева.

## Биография
Даниил Максимович Ртищев начал службу в чине жильца 22 августа 1674 года, в течение года служил в полку под командованием князя В. А. Долгорукова под Севском. В 1675 году — служба в полку князя Василия Васильевича Голицына. 10 июля 1676 года Даниил Ртищев был пожалован в стряпчие. В 1677 году служил в полку князя В. В. Голицына и участвовал в первом походе русской армии на Чигирин. В следующем 1678 году вместо своего отца Д. М. Ртищев, ставший 2 апреля стольником, участвовал во втором походе на Чигирин, находясь в полку под командованием князя Григория Григорьевича Ромодановского. В 1679 году принимал участие в походе русской армии под командованием князя Михаила Алегуковича Черкасского под Киев.
В 1682 году стольник Даниил Максимович Ртищев был назначен товарищем (заместителем) своего отца Максима Григорьевича Ртищева, назначенного на воеводство в Балахну, где пробыл до 1684 года.
В 1687 и 1689 годах стольник Даниил Максимович Ртищев участвовал в двух неудачных походах русской армии под командованием князя Василия Васильевича Голицына на Крымское ханство. Во время крымских походов служил в большом полку и получил ранение (копье пробило его правое плечо).
В 1696 году Даниил Ртищев участвовал в Азовском походе, находясь в полку под командованием боярина Алексея Семёновича Шеина. Погиб в битве со шведами под Нарвой в ноябре 1700 года.
Владел поместьями в Пошехонском, Шуйском, Новосильском, Лихвинском, Козельском и Мещовском уездах.

## Семья
Даниил Максимович Ртищев был женат на Дарье Яковлевне Ждановой (ум. 1735), от брака с которой  у него было двое сыновей: Андрей Данилович Ртищев, бригадир (1741), и Михаил Данилович Ртищев (ум. 1735), капитан артиллерии.